# Pedilophorus zelenosivus
Pedilophorus zelenosivus là một loài bọ cánh cứng trong họ Byrrhidae. Loài này được Fabbri & Allemand miêu tả khoa học năm 2002.